# Rally de Madrid de 2002
El Rally de Madrid de 2002, oficialmente 19.º Rally de Madrid, fue la decimonovena edición y la décima cita de la temporada 2002 del Campeonato de España de Rally. Fue también puntuable para el campeonato de Madrid, el Desafío Peugeot, la Copa Saxo y la Súper Copa Fiat Punto. Se celebró del 22 al 24 de noviembre y contó con un itinerario de doce tramos que sumaban un total de 152 km cronometrados.

## Itinerario
| Día   | Tramo | Nombre          | Distancia | Hora  | Ganador             | Tiempo    | Líder       |
| ----- | ----- | --------------- | --------- | ----- | ------------------- | --------- | ----------- |
| Día 1 | TC1   | Arrebatacapas   | 11.80 km  | 20:54 | Jesús Puras         | 6:30      | Jesús Puras |
| Día 1 | TC2   | San Bartolomé   | 15.80 km  | 21:12 | Jesús Puras         | 8:40      | Jesús Puras |
| Día 1 | TC3   | Navalmoral      | 14.50 km  | 22:00 | Cancelado           | Cancelado | Jesús Puras |
| Día 2 | TC4   | Pelayos         | 5.80 km   | 00:04 | Jesús Puras         | 3:22      | Jesús Puras |
| Día 2 | TC5   | Cadalso         | 13.10 km  | 00:27 | Jesús Puras         | 7:51      | Jesús Puras |
| Día 2 | TC6   | Cenicientos     | 15.20 km  | 01:15 | Miguel Ángel Fuster | 9:06      | Jesús Puras |
| Día 2 | TC7   | Arrebatacapas 2 | 11.80 km  | 03:24 | Jesús Puras         | 7:25      | Jesús Puras |
| Día 2 | TC8   | San Bartolomé 2 | 15.80 km  | 03:42 | Jesús Puras         | 8:57      | Jesús Puras |
| Día 2 | TC9   | Navalmoral 2    | 14.50 km  | 04:30 | Cancelado           | Cancelado | Jesús Puras |
| Día 2 | TC10  | Pelayos 2       | 5.80 km   | 06:24 | Jesús Puras         | 3:22      | Jesús Puras |
| Día 2 | TC11  | Cadalso 2       | 13.10 km  | 06:47 | Jesús Puras         | 8:05      | Jesús Puras |
| Día 2 | TC12  | Cenicientos 2   | 15.20 km  | 07:35 | Sergio Vallejo      | 9:24      | Jesús Puras |

## Clasificación final
| Pos. | Piloto               | Copiloto               | Automóvil                | Tiempo  | Diferencia |
| ---- | -------------------- | ---------------------- | ------------------------ | ------- | ---------- |
| 1.   | Jesús Puras          | Carlos del Barrio      | Citroën Xsara WRC        | 1:13:11 | 0.0        |
| 2.   | Miguel Ángel Fuster  | José Vicente Medina    | Citroën Saxo Kit Car     | 1:14:51 | +1:40      |
| 3.   | Sergio Vallejo       | Diego Vallejo          | Fiat Punto S1600         | 1:14:54 | +1:43      |
| 4.   | Enrique García Ojeda | Luisa Raquel Fernández | Peugeot 206 S1600        | 1:15:23 | +2:12      |
| 5.   | José Piñón           | Enrique Velasco        | Renault Clio S1600       | 1:16:07 | +2:56      |
| 6.   | Raúl Montejano       | Jaume Pujadas          | Peugeot 206 XS           | 1:19:39 | +6:28      |
| 7.   | Santi Concepción     | Víctor del Rosario     | Mitsubishi Lancer Evo VI | 1:19:46 | +6:35      |
| 8.   | Jonathan de Miguel   | Ignacio Pernía         | Peugeot 206 XS           | 1:19:53 | +6:42      |
| 9.   | Fernando Medina      | Kabir Silvestri        | Citroën Saxo VTS         | 1:19:57 | +6:46      |
| 10.  | Joan Roca Vila       | Jordi Barrabés         | Fiat Punto S1600         | 1:20:00 | +6:49      |